# Paranchus
Paranchus là một chi bọ cánh cứng bản địa của châu Âu, Cận Đông, miền Tân bắc và Bắc Phi.

## Hình ảnh

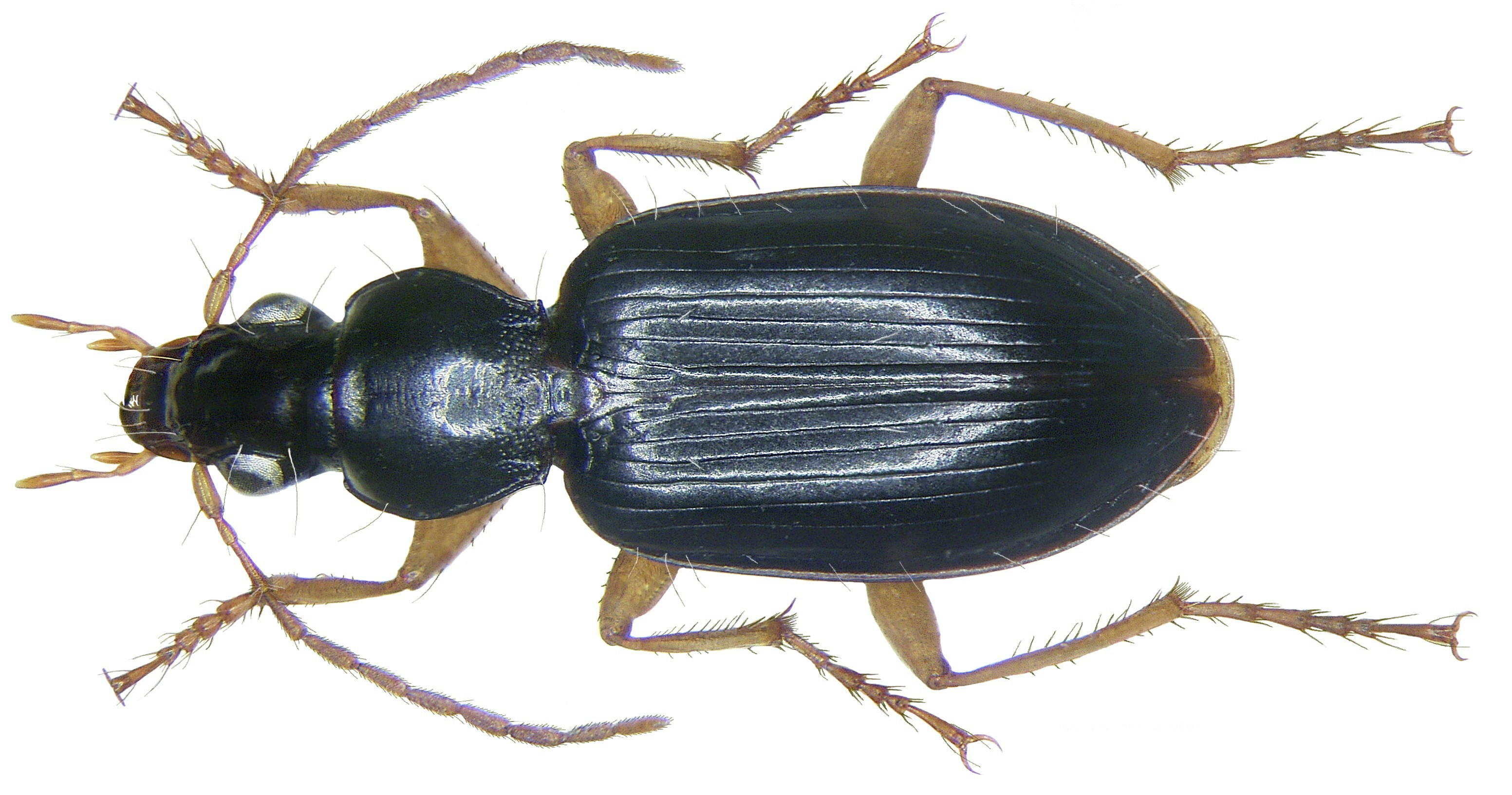